# Valle de Matamoros
Valle de Matamoros é um município da Espanha na comarca de Sierra Suroeste, província de Badajoz, comunidade autónoma da Estremadura, de área 4,9 km². Em 2021 tinha 358 habitantes (densidade: 73,1 hab./km²).

## Demografia
| Variação demográfica do município entre 1991 e 2004 | Variação demográfica do município entre 1991 e 2004 | Variação demográfica do município entre 1991 e 2004 | Variação demográfica do município entre 1991 e 2004 |
| --------------------------------------------------- | --------------------------------------------------- | --------------------------------------------------- | --------------------------------------------------- |
| 1991                                                | 1996                                                | 2001                                                | 2004                                                |
| 585                                                 | 540                                                 | 502                                                 | 459                                                 |